# Baseballschläger

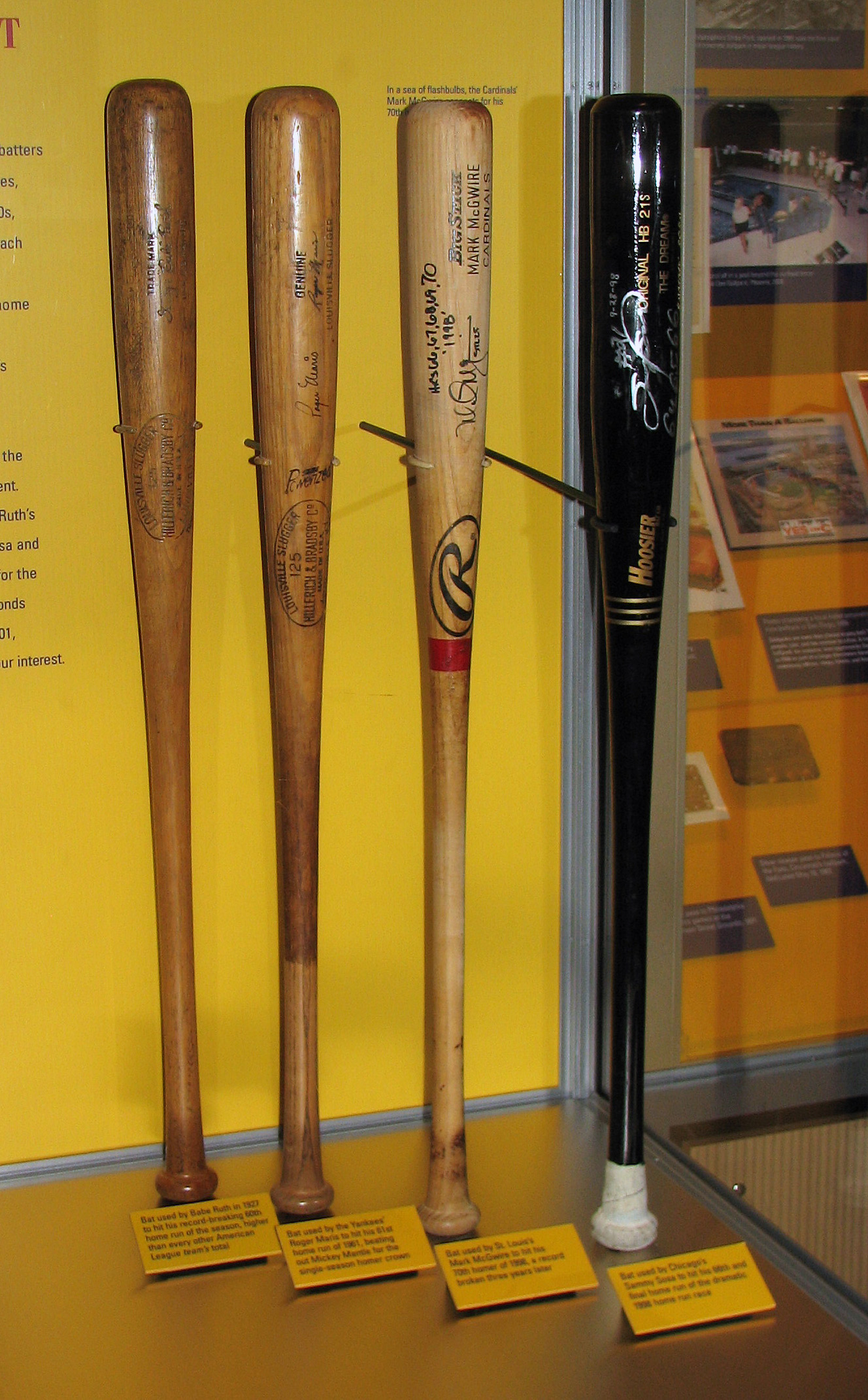
Baseballschläger, mit denen bedeutende Rekorde aufgestellt wurden, ausgestellt in der Baseball Hall of Fame

Der Baseballschläger (engl. baseball bat) ist ein im Baseball-Sport verwendetes Sportgerät. Ein Softballschläger sieht ähnlich aus, unterscheidet sich jedoch in wichtigen Details und ist fast ausschließlich aus Aluminium gefertigt erhältlich. Sie werden bisweilen auch als Baseballkeule respektive Softballkeule bezeichnet. Die nachfolgende Beschreibung ist für Baseballschläger zutreffend.

## Material
Ein Baseballschläger muss im Querschnitt kreisrund sein, darf maximal 42 Zoll (knapp 107 cm) lang sein und an der stärksten Stelle einen Durchmesser von höchstens 2,75 Zoll (knapp 7 cm) aufweisen. Sein Gewicht liegt gewöhnlich zwischen 26 und 35 Unzen (rund 800 bis 1000 Gramm), welches aber nicht vorgeschrieben ist. Je kräftiger der Schlagmann ist, umso schwerer wird er für gewöhnlich den Schläger wählen. Zu diesem Zweck besitzt ein Baseballteam eine große Auswahl an Schlägern. Teilweise bringen Baseballspieler auch ihren persönlichen Schläger zum Spiel mit, zu dem sie dann eine sehr „innige Beziehung“ haben.
Das Material ist entweder massives (gedrechseltes) und dann lackiertes Holz oder hohles Aluminium. In Deutschland darf innerhalb des Deutschen Baseball und Softball Verbandes (DBV) wahlweise mit Holz- oder Aluminiumschlägern gespielt werden, in der Regionalliga sowie 2. und 1. Bundesliga sind nur Holzschläger erlaubt. Beim Kauf von Holzschlägern sollte darauf geachtet werden, dass sie vom DBV zugelassen sind. Sie müssen massiv und aus einem Stück sein, ausgehöhlte oder aus mehreren Teilen zusammengesetzte Holzschläger sind nicht erlaubt. Das übliche Material ist heute das besonders elastische, bruchfeste und kaum splitternde Eschenholz, früher wurde oft auch das etwas schwerere walnussähnliche Hickory verwendet.
Baseballschläger aus Aluminium vibrieren weniger stark beim Schlag, daher ist es leichter, einen Base- oder Softball damit korrekt zu treffen. Aluminiumschläger sind hohl und bestehen aus einer Legierung, die den Anforderungen an Festigkeit gegenüber plastischer Verformung und Korrosion durch Handschweiß genügt. Der Vorteil von Aluminiumschlägern ist, dass sie beim Ballkontakt leicht einfedern, was dem Ball zu mehr Schwung verhilft. Außerdem sind sie verschleißärmer, da Holzschläger schnell zerbrechen können. In der amerikanischen MLB sind Aluminiumschläger verboten, dort wird mit Holz gespielt. Der Grund liegt zum einen in der Tradition, zum anderen darin, die Chancen der verteidigenden Mannschaft zu erhöhen. Im Schulsport und in Hobbyligen werden aber auch in den USA Aluminiumschläger verwendet.
Der wertvollste Baseballschläger der Welt gehörte dem US-amerikanischen Baseballer Babe Ruth. Er wurde am 2. Dezember 2004 beim Auktionshaus Sotheby’s in New York City für umgerechnet 892.000 Euro versteigert.

## Form
Der Knauf am Griffende ist beim Holztyp aus dem Vollen herausgedrechselt. Alu-Schläger haben oft einen Knauf aus angeklebtem Kunststoff. Die Griffpartie weist eine Länge auf, um beiden Händen in einem gewissen Abstand Platz zu bieten, und etwa 2,5 cm Durchmesser. Daran schließt eine kegelige oder flaschenähnlich geschwungene Vergrößerung des Durchmessers an, der dann über die Schlagpartie und damit etwa 30 % der Gesamtlänge konstant etwa 7 cm groß bleibt. Dieser Zylinder wird durch eine flache halbkugelige Rundung abgeschlossen.
So wie Schlägel und Eisen im Bergwerkszeichen wirkt ein mit dem Schlagteil (schräg) nach oben gezeigter Schläger aktiv.

## Verwendung als Waffe
Auf Grund seiner keulenartigen Form ist der Baseballschläger auch als Schlagwaffe gegen Personen verwendbar. In Deutschland und anderen Ländern, in denen Baseball weniger beliebt als in den USA ist, hat der Baseballschläger auch einen zweifelhaften Ruf, da er vor allem (auch durch Filme) als Waffe von gewalttätigen Personen oder Gruppen wahrgenommen wurde und nicht ausschließlich als Sportgerät. Der russische Menschenrechtler Michail Fedotow beklagte 2015, im vergangenen Jahr seien 400.000 Baseballschläger verkauft worden, aber nur ein Ball.

### Al Capone
Der berühmteste Einsatz als Waffe ist die Legende um die Ermordung von Albert Anselmi, John Scalise und Joseph Giunta; alle drei sollen am 8. Mai 1929 von Al Capone, der als Archetyp eines amerikanischen Mobsters gelten kann, persönlich auf einem Bankett mit einem Baseballschläger totgeschlagen worden sein. Die Legende wurde durch den Film The Untouchables – Die Unbestechlichen von 1987 populär, in welcher Robert De Niro als Al Capone die Mordtat brutal in Szene setzte.

### Rechtliche Aspekte
Juristisch gesehen gelten Baseballschläger aber nicht automatisch als Waffen; zwar könnte nach dem Deutschen Waffengesetz (§ 1 WaffG) der Baseballschläger im Sinne des Paragraphen als tragbarer Gegenstand gewertet werden, der „ohne dazu bestimmt zu sein, insbesondere wegen ihrer Beschaffenheit, Handhabung oder Wirkungsweise geeignet sind, die Angriffs- oder Abwehrfähigkeit von Menschen zu beseitigen oder herabzusetzen“. Da aber ein solcher Gegenstand in diesem Gesetz auch genannt sein muss, gilt der Baseballschläger nicht automatisch als Waffe, da er im Anhang zum Gesetz nicht aufgeführt wird.
In dem Moment, wo es tatsächlich zum Einsatz im Sinne des Waffengesetzes kommt, wird er (wie jeder andere potentiell gefährliche Gegenstand) juristisch als gefährliches Werkzeug und somit seitens der rechtlichen Konsequenzen einer Waffe ähnlich gewertet. Er kann allerdings bereits bei dem Verdacht, dass er als Waffe eingesetzt werden soll, aus gefahrenabwehrrechtlichen Gründen von der Polizei sichergestellt werden. So gilt z. B. in Hamburg seit Dezember 2007 für St. Pauli und insbesondere für die dortige Reeperbahn eine Waffenverbotszone, in der auch das Führen von Baseballschlägern ausdrücklich verboten ist. In die am 2. Juli 2008 verabschiedeten Neufassung des Schweizer Waffengesetzes wurden Baseballschläger als gefährliche Gegenstände aufgenommen, die eingezogen werden können. Beim Mitführen eines solchen muss glaubhaft gemacht werden können, dass er als Sportgerät eingesetzt werden soll (etwa indem der Schläger in einer Sporttasche zusammen mit anderen Sportutensilien getragen wird).

### Symbol für rechte Gewalt in Deutschland
2019 prägte der Journalist Christian Bangel den Begriff „Baseballschlägerjahre“, als er Twitter-Nutzer dazu aufforderte, über Erfahrungen mit rechtsextremer und rassistischer Gewalt im Ostdeutschland der neunziger Jahre zu berichten. Der Begriff bezieht sich auf den Baseballschläger als Symbol rechter Gewalt in Deutschland. 2021 erschien eine Dokumentationsreihe im rbb mit dem Titel.